# Fariba Hashimi
Fariba Hashimi (en pastún: فریبا هاشمي‎;  Maïmana, 22 de abril de 2003) es una ciclista afgana. Fue Campeona de Afganistán en 2022 y se clasificó para los Juegos Olímpicos de verano de 2024, pero no está reconocida por el gobierno afgano que prohíbe a las mujeres la práctica de deportes.

## Trayectoria

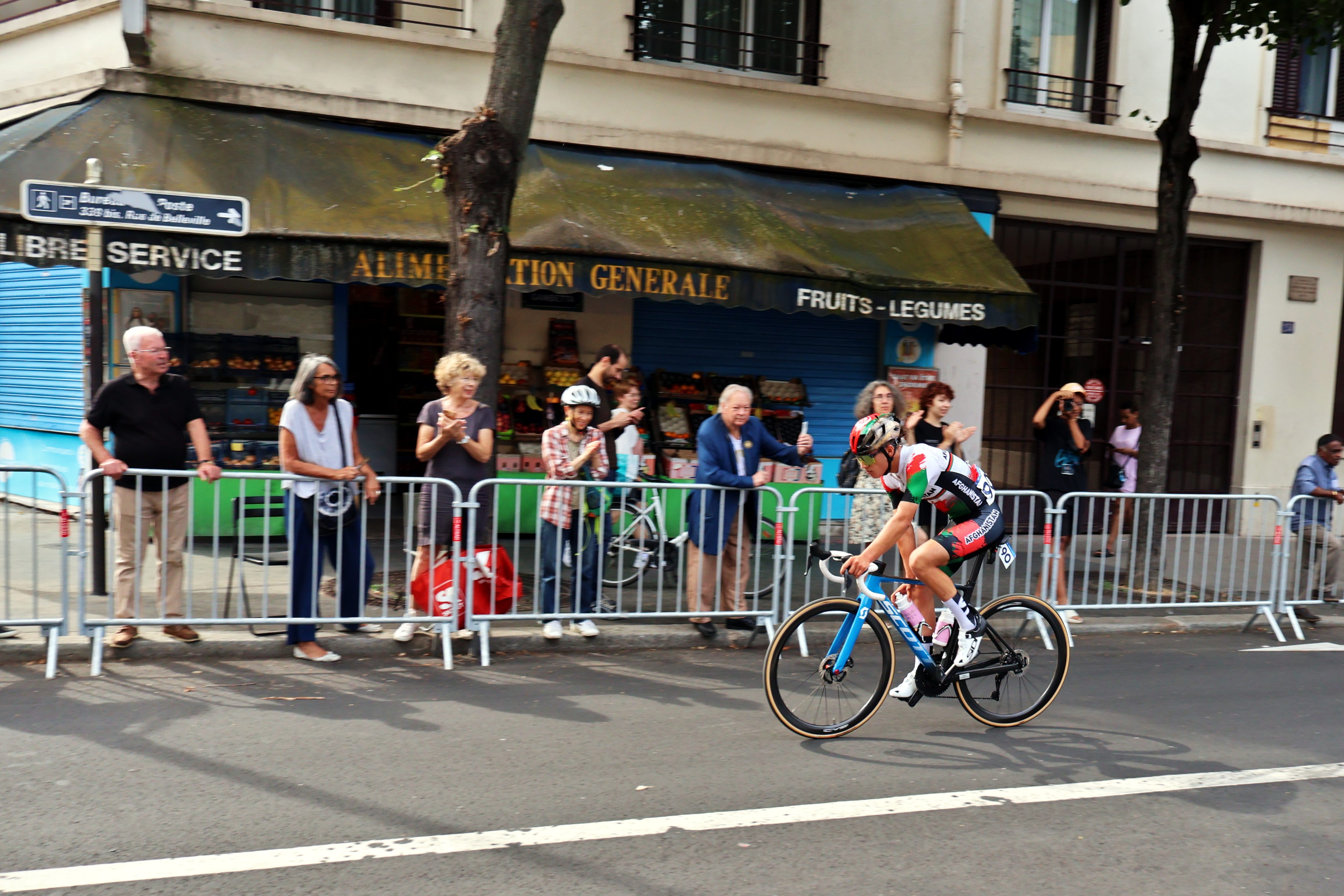
Fariba Hashimi durante los Juegos Olímpicos de París 2024.

Nació el 22 de abril de 2003 en la ciudad de Maïmana, provincia de Faryab, una de las más remotas y conservadoras de Afganistán. En 2017, supo de una carrera ciclista en su provincia y decidió participar con su hermana mayor, Yulduz Hashimi, sin haber montado nunca antes en bicicleta. Con 14 y 17 años, disfrazadas y con bicicletas prestadas, ocuparon el primer y segundo lugar respectivamente en esa carrera. Siguieron participando en otras carreras, siempre sin el conocimiento de sus familiares. Cuando se enteraron, finalmente apoyaron a las dos chicas. Sin embargo, se enfrentaron a constantes acosos y amenazas durante los entrenamientos hasta que fueron convocadas a la selección nacional.
Después de que los talibanes llegaran al poder en agosto de 2021, las hermanas Hashimi se sintieron amenazadas y, como mujeres, se les prohibió toda actividad deportiva. Con la ayuda de Alessandra Cappellotto, campeona del mundo de 1997, que previamente había organizado una carrera ciclista en Kabul, lograron escapar a Italia, pero tuvieron que dejar atrás a sus familias. Desde agosto de 2022 son aprendices en el equipo italiano Valcar-Travel & Service y desde entonces se beneficiaron de una formación profesional.
Fariba Hashimi participó en la primera edición del Campeonato Mundial de Gravel en 2022 y ocupó el puesto 33.
En octubre de 2022, la Unión Ciclista Internacional acogió en su sede de Aigle el campeonato femenino de ciclismo en ruta de Afganistán, en colaboración con la Federación Afgana de Ciclismo que opera en el exilio. Fariba Hashimi ganó este campeonato en el esprint por delante de su hermana. Ambas recibieron entonces una oferta para ser contratadas por el Israel-Premier Tech Roland, uno de los equipos mundiales femeninos de la UCI.
En 2023 Fariba solo participó en una carrera profesional con sus nuevos colores (el Tour de Berlín femenino) pero sí participó en los Campeonatos Asiáticos, Juegos Asiáticos y Campeonatos del Mundo, en los que corrió el relevo mixto con otros ciclistas afganos en el exilio.
En 2024, Fariba Hashimi compitió para WCC Team, equipo continental femenino del Centro Mundial de Ciclismo. Quedó entre las diez primeras en dos etapas del Giro Mediterráneo Rosa, y en el Campeonato Asiático de Ciclismo en Ruta finalizó cuarta en la contrarreloj individual sub-23. Se calificó para competir en la carrera olímpica en ruta de 2024. El 7 de septiembre de 2024 ganó la etapa reina de la Vuelta ciclista internacional a Ardèche.

## Palmarés
- 2022 - Campeona afgana de ruta
- 2023 - 10ª en el Campeonato Asiático Sub-23 de Contrarreloj
- 2024 - 5ª en etapa del Tour de l'Ardèche
- 2024 - 4ª en el Campeonato Asiático Sub-23 de Contrarreloj